# Giacinto Platania
Giacinto Platania (Acireale, 13 ottobre 1612 – Acireale, 10 luglio 1691) è stato un pittore, decoratore e ingegnere italiano, annoverato quale uno dei maggiori pittori e decoratori siciliani del XVII secolo.

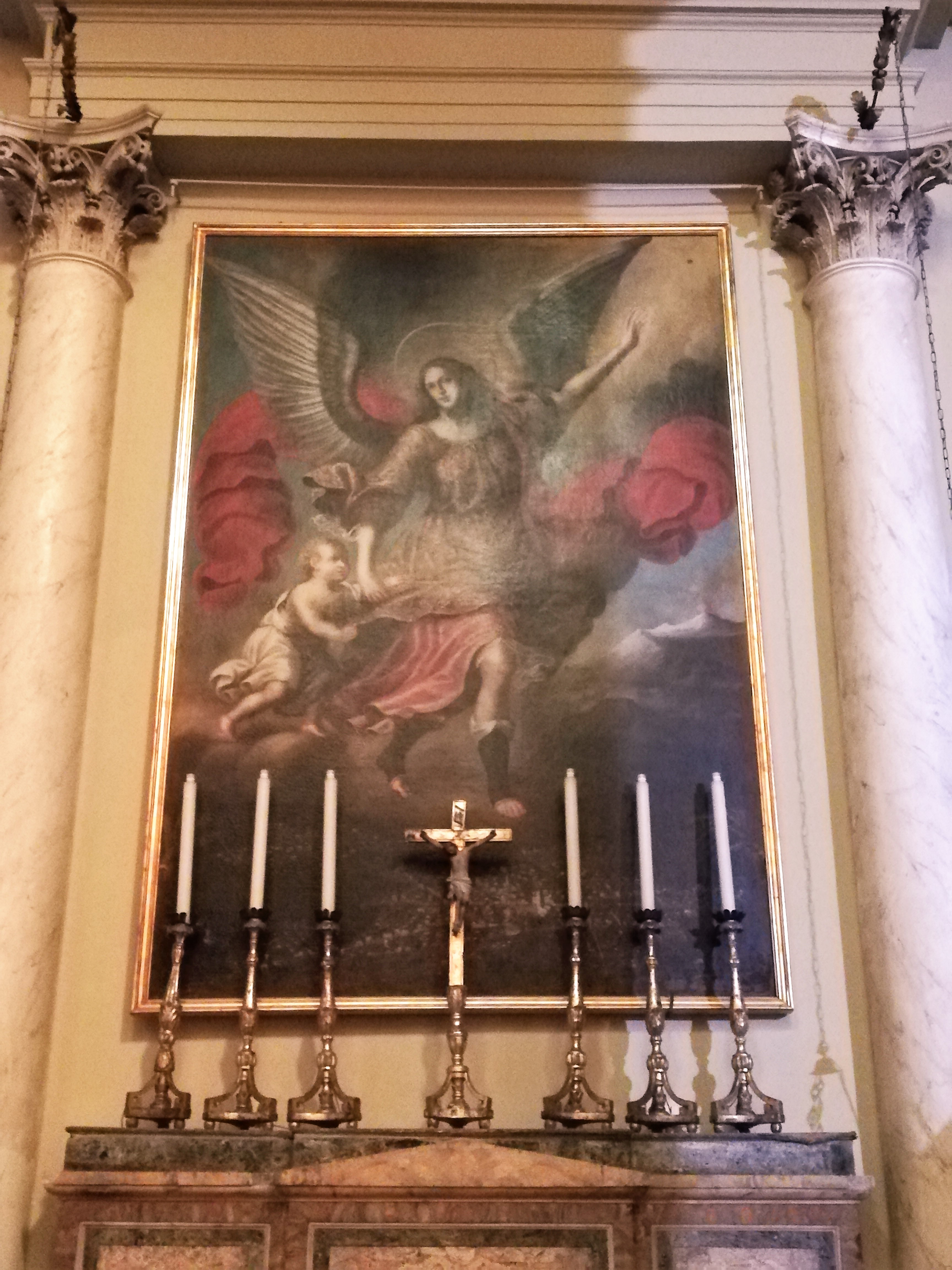
Angelo Custode, cattedrale di Maria Santissima Annunziata di Acireale.

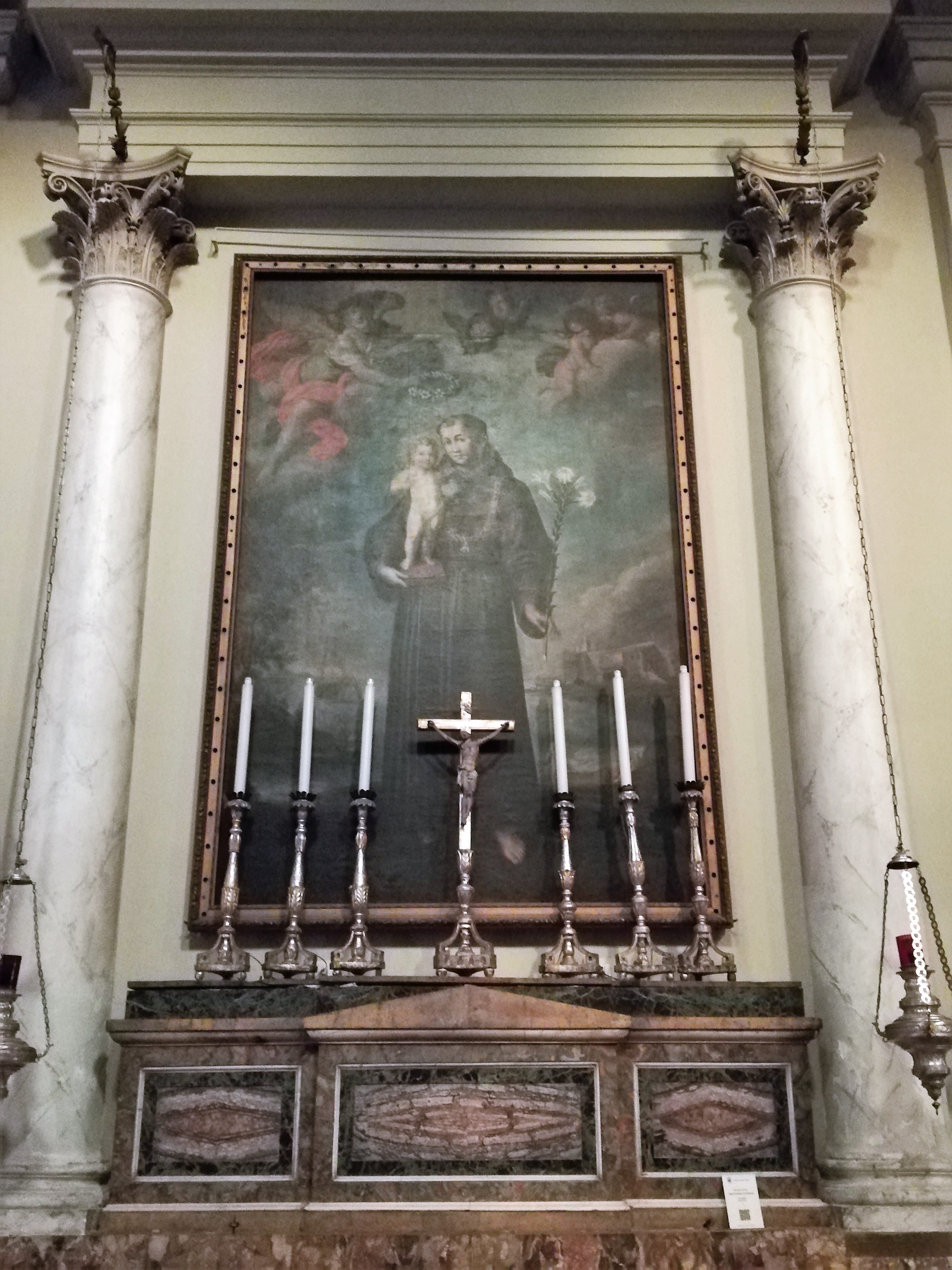
Sant'Antonio di Padova, cattedrale di Maria Santissima Annunziata di Acireale.

A lui si devono numerose opere nell'acese e nel catanese del XVII secolo.

## Stile e personalità
La pittura del Platania fu caratterizzata da un uso accorto di accenti particolarmente realistici ed estrosi inoltre spesso amava ritrarre nelle sue opere scorci di Acireale o della zona etnea, cosa che secondo alcuni dimostra come fosse fortemente legato al proprio territorio. Oltre ad essere uno dei maggiori pittori siciliani del XVII secolo, viene considerato uno dei padri della cosiddetta scuola pittorica barocca acese.
Apprese inizialmente l'arte della pittura dal padre Antonio, ma poi probabilmente si perfezionò a Messina. Lavorò spesso per enti religiosi e le sue opere principali fanno spesso uso di soggetti a tema. Le sue principali opere d'arte si trovano in diversi edifici sacri, specie nelle chiese di Acireale (pala d'altare della chiesa degli Angeli, altre tele in Cattedrale) ma anche nella Pinacoteca Zelantea. Altre opere si trovano sparse in Sicilia, specie nella parte orientale; di queste tuttavia diverse vennero realizzate da discepoli di Platania.
La personalità di Platania era poliedrica, oltre alle arti parte dei suoi interessi erano rivolti all'ingegneria. Ad esempio durante la funesta eruzione del 1669 (l'eruzione che travolse la città di Catania) tentò insieme a don Diego Pappalardo e Saverio Musmeci, di deviare la colata, realizzando alcuni argini. Questo ardito progetto fu il primo tentativo di opposizione dell'uomo al vulcano, ma non ebbe successo anche per l'ostruzionismo di alcuni possidenti che temevano per le proprie terre.

In quell'occasione ritrasse, in un'opera divenuta poi celebre, Catania investita dal fiume di fuoco. L'opera è attualmente esposta nella sagrestia della cattedrale di Catania.
Ebbe, nella propria bottega acese, fra gli allievi Baldassare Grasso e Giovanni Lo Coco.
Fu sepolto nella chiesa acese di Santa Maria degli Angeli (i Cappuccini).

## Opere

### Catania e provincia

#### Aci Castello
- 1681, San Mauro, olio su tela, opera autografa con la dicitura "Hyacintus Platania pin. 1681" custodita nel duomo di San Mauro.[1]

#### Aci Catena
- XVII secolo, Madonna del Carmelo, olio su tela, opera custodita nella chiesa di Santa Lucia.
- XVII secolo, Madonna in trono raffigurata tra Sant'Agata e Santa Lucia, olio su tela, opera custodita nella chiesa di Santa Lucia.

#### Acireale
- XVII secolo, Madonna della Scala ritratta con Santa Venera e Santa tecla, olio su tela, opera custodita nella chiesa di Santa Maria La Scala.
- XVII secolo, Nozze mistiche di Santa Caterina, San Domenico attribuzione, Pentecoste, olio su tela, opere custodite nella chiesa di San Domenico.
- XVII secolo, Ciclo di pitture raffiguranti Madonna del Carmelo, San Michele Arcangelo, Sant'Apollonia, olio su tela, opera custodite nei locali annessi alla chiesa di San Michele Arcangelo.
- XVII secolo, Transito di San Giuseppe, olio su tela, opera custodita nella chiesa di San Giuseppe.[1]
- XVII secolo, San Simone Stock, olio su tela, opera custodita nella chiesa del Carmine.[1]
- 1661, Madonna in trono, olio su tela, opera autografa con la dicitura "Hyacintus Patania pingebat 1661" custodita nella chiesa di Santa Maria degli Angeli del convento dell'Ordine dei frati minori cappuccini.[1]
- XVII secolo, San Biagio e San Martino Papa, olio su tela, opera custodita nella chiesa di San Biagio.[1]
- XVII secolo, Sant'Agata e Santa Barbara, olio su tela, opere custodite nella quadreria del convento dell'Ordine dei frati minori della chiesa di San Biagio.[2]
- XVII secolo, Santa Venera e Sant'Agata, olio su tela, opera custodita nella chiesa di Santa Maria dell'Indirizzo.[1]
- XVII secolo, San Cirino e San Crispino, olio su tela, opera custodita nella chiesa di Santa Maria degli Agonizzanti.[1]
- XVII secolo, Ultima Cena, olio su tela, opera proveniente dal refettorio del convento dell'Ordine dei frati minori cappuccini e oggi patrimonio della Pinacoteca Zelantea.[1]
- Basilica cattedrale di Maria Santissima Annunziata:
  - 1630, Angelo Custode, olio su tela;
  - XVII secolo, Sant'Antonio di Padova, olio su tela;[1]
  - 1646 ante, Ritratto di Monsignor Ottavio Branciforte, olio su tela.[1]
- Basilica collegiata dei Santi Pietro e Paolo:
  - XVII secolo, Sant'Antonio Abate, olio su tela;[1]
  - 1681, Sant'Alfio, San Cirino e San Filadelfio, olio su tela.

#### Catania
- 1669, Eruzione del 1669, affresco, opera realizzata nella sacrestia della cattedrale metropolitana di Sant'Agata.[3]

#### Militello in Val di Catania
- XVII secolo, Battesimo di Gesù, dipinto, opera documentata nella cappella eponima del santuario di Santa Maria della Stella.

### Messina e provincia

#### Francavilla di Sicilia
- XVII secolo, Crocifisso e le Anime Purganti, olio su tela, opera custodita nel duomo dell'Annunziata.[2]

## Galleria d'immagini

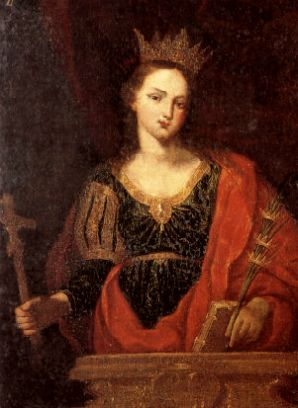
Santa Venera (tela, Pinacoteca Zelantea)
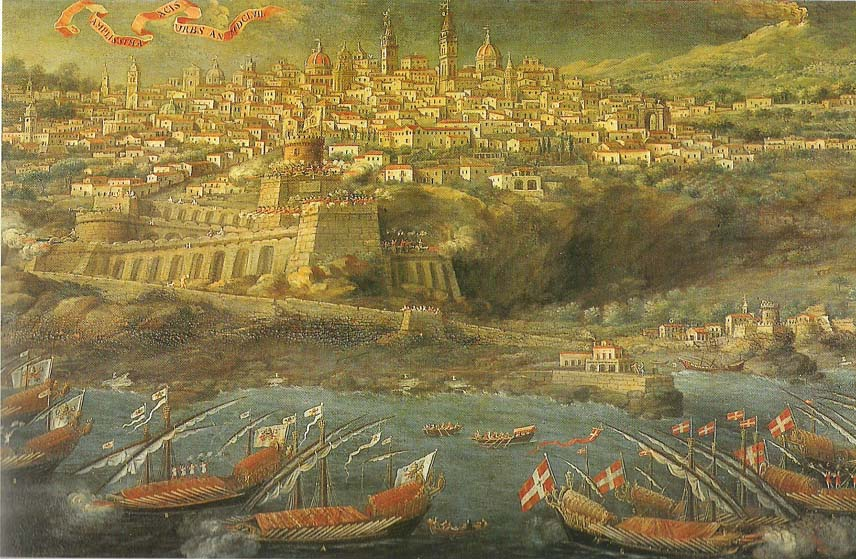
Amplissima Acis Urbs (1657, Pinacoteca Zelantea)
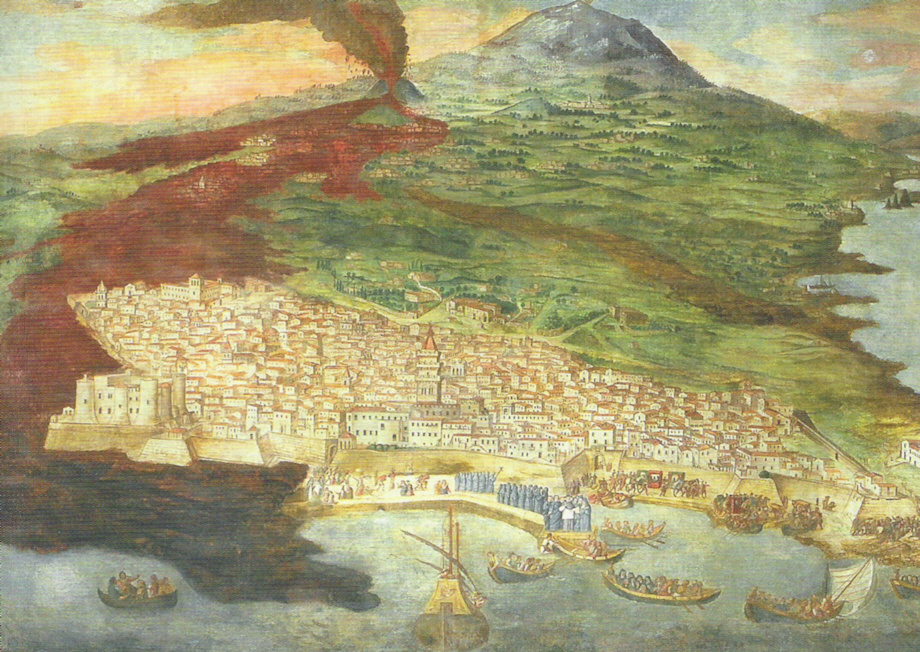
L'eruzione del 1669 (attribuito - Cattedrale di Catania)
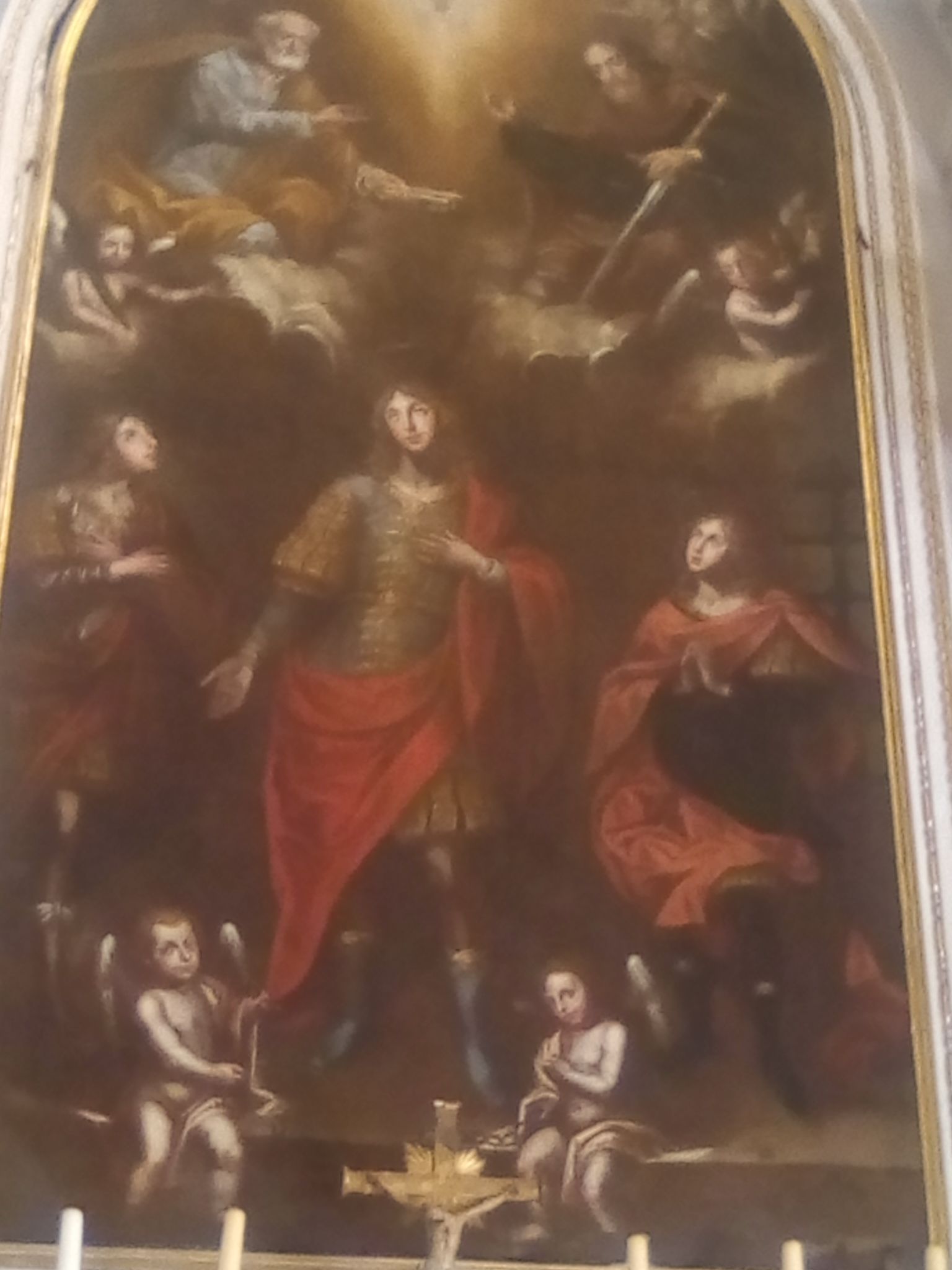
Giacinto Platania, Santi Cirino, Alfio e Filadelfo, olio su tela 1681. L'opera è collocata nel primo altare a destra della basilica dei Santi Pietro e Paolo di Acireale.
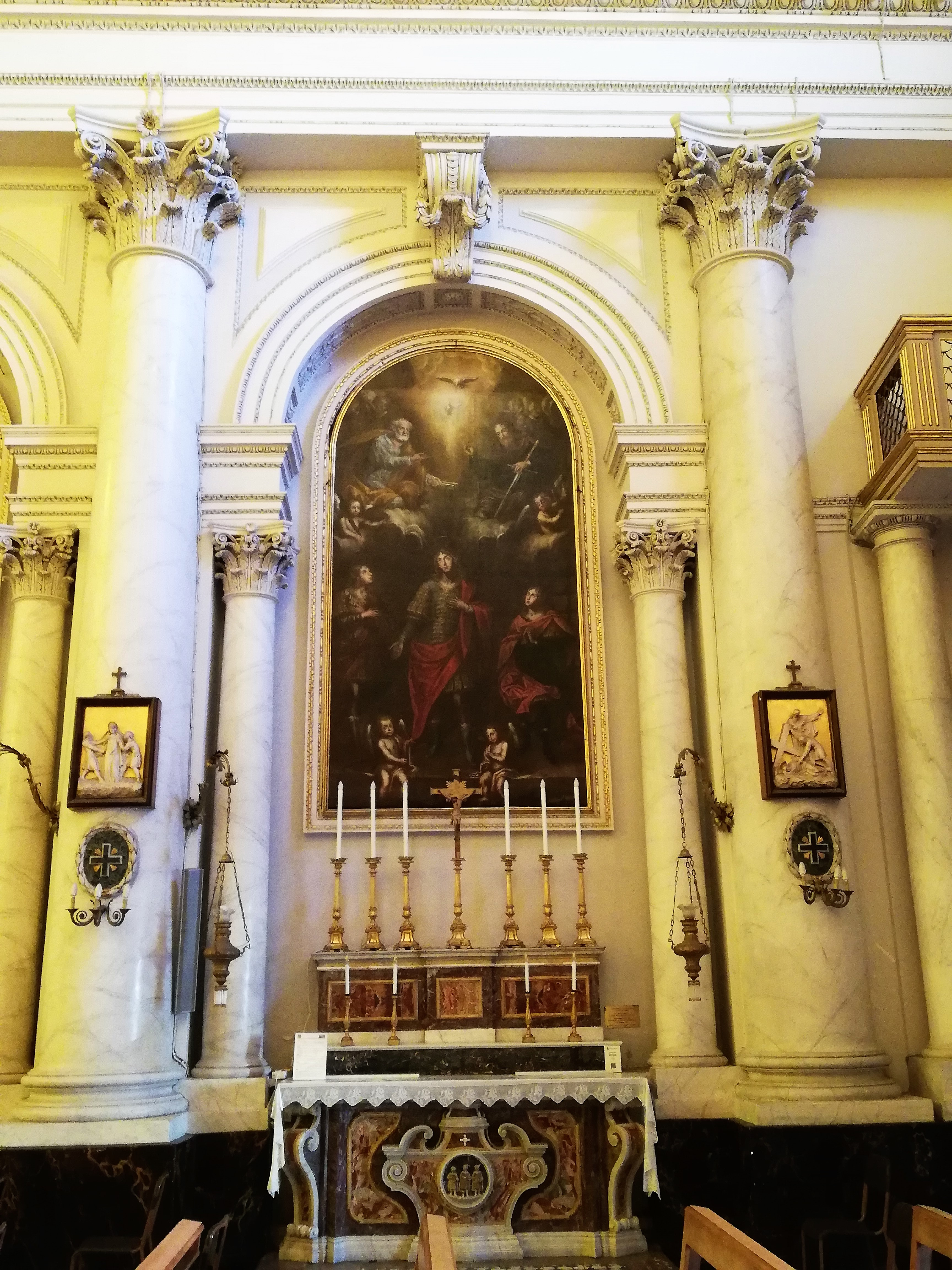
Santi Cirino, Alfio e Filadelfo
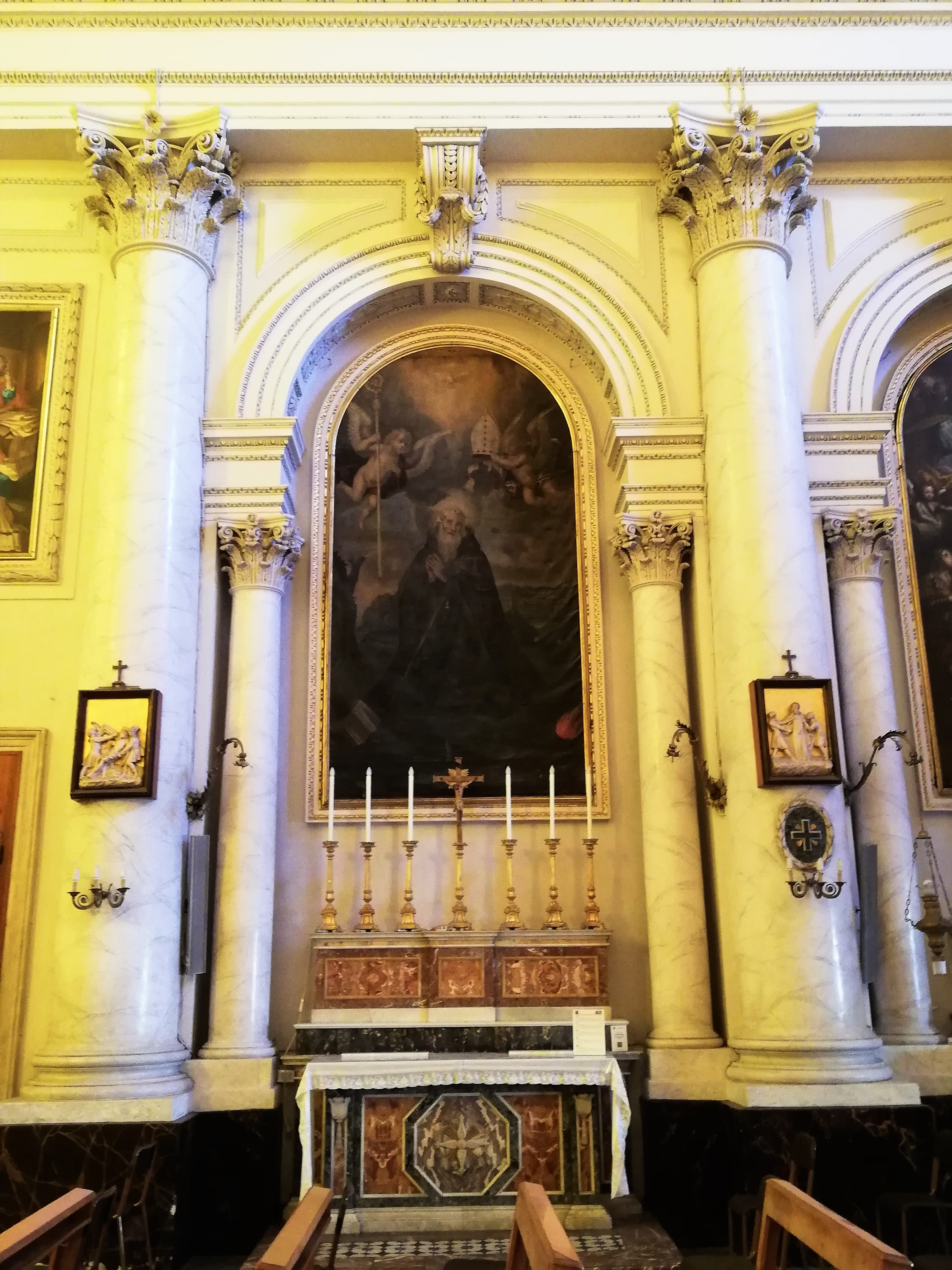
Sant'Antonio Abate